# Lebinthus miripara
Lebinthus miripara är en insektsart som beskrevs av Otte, D. och R.D. Alexander 1983. Lebinthus miripara ingår i släktet Lebinthus och familjen syrsor. Inga underarter finns listade i Catalogue of Life.